# Irone
Irone (o Iròn) è un paese delle Valli Giudicarie, in Provincia di Trento, noto come paese fantasma, in quanto abbandonato a seguito dell’epidemia di peste che nel Seicento ha interessato l’intera Europa.
Ubicato a circa 5 km da Ragoli, nel Comune di Tre Ville, ad un'altezza di m 871, Irone si apre in una conca ai piedi del Monte Iron (m 1874), in posizione isolata e nascosto da una fitta vegetazione. Il villaggio ha mantenuto la propria struttura tradizionale, nonostante siano stati inseriti numerosi elementi alpini nella struttura dello stesso paese e dell'architettura delle abitazioni.

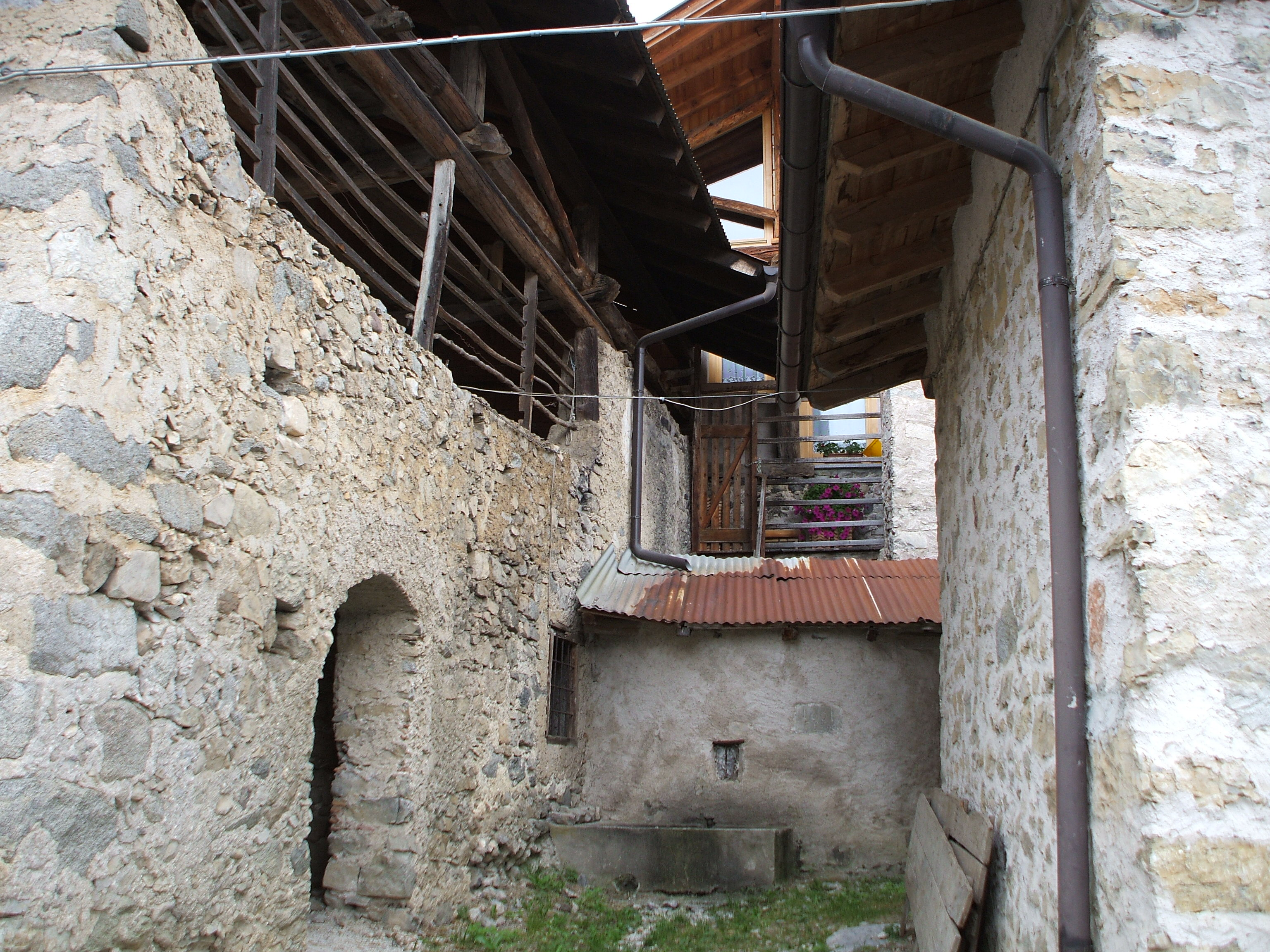
Case di Irone

## Storia
L’origine del nome Irone (o Iròn in dialetto locale) è attualmente incerta, probabilmente da collegarsi all’airone, animale presente nello stemma della famiglia Stefanini Di Tione, residente nel paese. 
In epoca medievale Irone faceva parte dell’antica comunità di Preore, suddivisa in undici "ville". Grazie ad un clima particolarmente propizio è sempre stato un paese legato all'agricoltura e alla coltivazione degli alberi da frutto. 
«Le tracce della passata, intensa colonizzazione agricola sono osservabili nei profili dei terrazzamenti e nelle strade di campagna delimitate da lastre di granito non lavorate», scrive Aldo Gorfer. Nonostante poche siano le notizie relative a questo paese, è certo che iniziò a spopolarsi dalla fine del Quattrocento, per poi rimanere completamente disabitato a seguito dell'ondata di peste del Seicento.

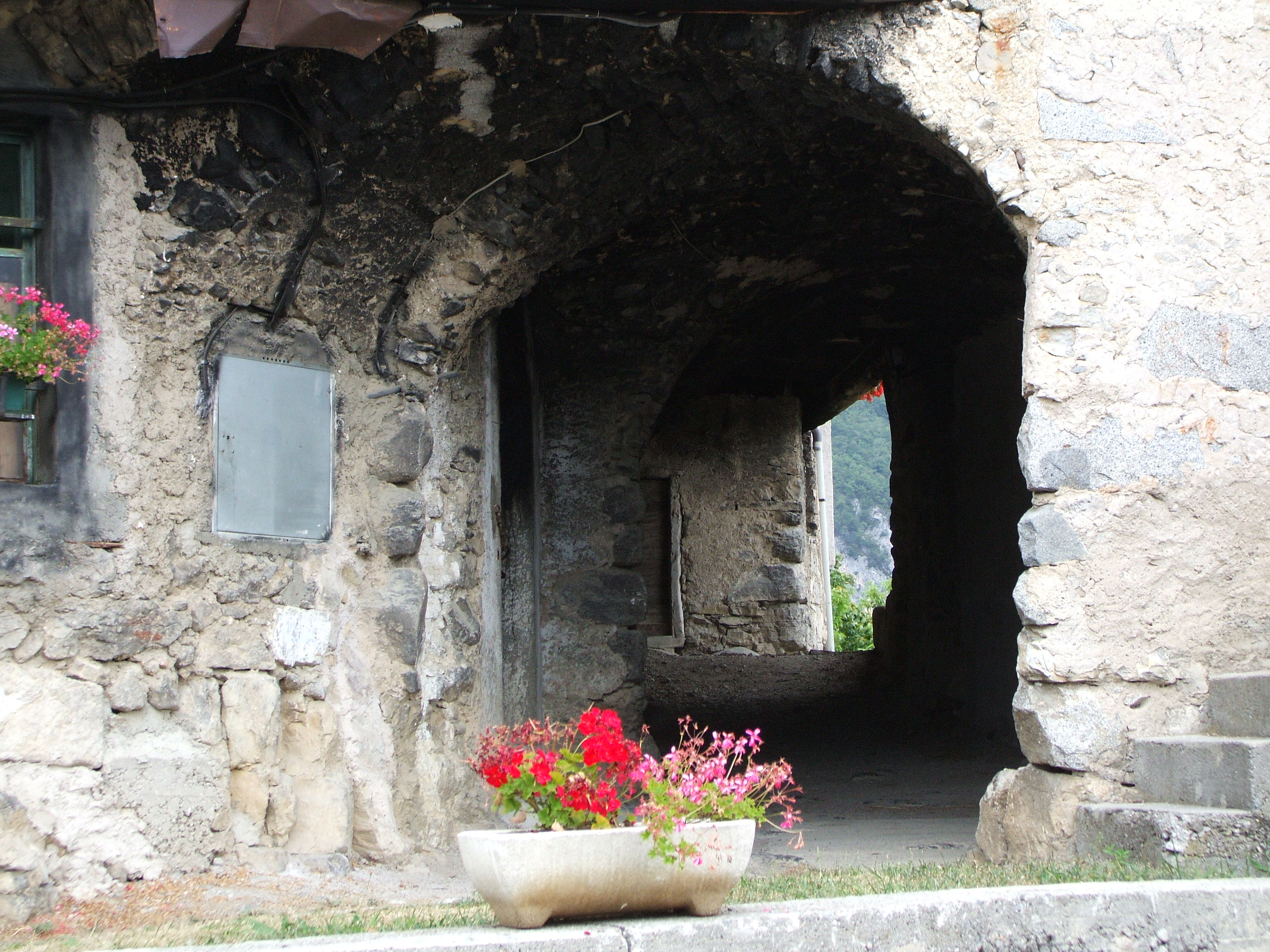
Scorcio di Irone

Anche Irone, così come Ragoli e le restanti ville delle Giudicarie, è stato interessato dalla peste di manzoniana memoria che, tra il 1629 e il 1636, ha colpito l’Europa.
Le conseguenze della peste nelle Giudicare sono documentate da Guido Boni ne La peste nelle Giudicarie del 1922 e da Paolino Scalfi nel primo volume di Preore in Giudicarie. Non è facile ricostruire la storia di questo villaggio e molte sono le leggende legate allo spopolamento di Irone.
Nonostante le leggende, si sa per certo che il paese rimase disabitato per secoli, tanto che non esiste un cimitero ad Irone, segno che a seguito della peste nessuno vi è più morto. Solo recentemente è stato recuperato come località di villeggiatura in estate, quando vengono organizzati numerosi eventi, con lo scopo di promuovere le tradizioni locali e la cultura popolare.

### Monumenti e luoghi di interesse

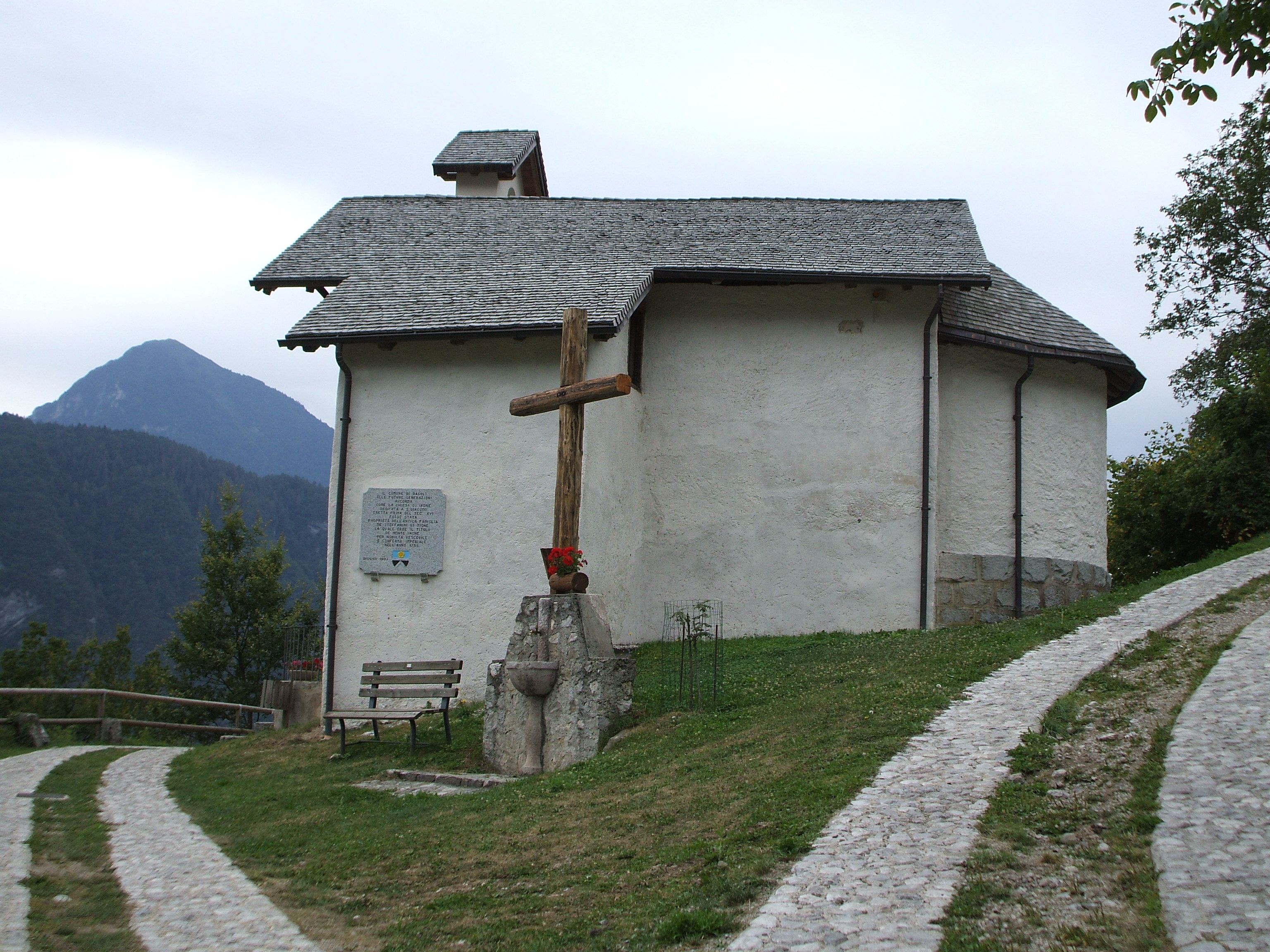
Chiesa di Irone

L’opera architettonica di maggiore interesse ad Irone è la chiesa medioevale, dedicata a San Giacomo Maggiore, che sorge piuttosto lontana rispetto al villaggio, su un'altura panoramica. La chiesa nel 1657 venne affidata dal vescovo Madruzzo alla famiglia Stefanini di Tione, residente ad Irone. Venne poi ricostruita intorno al 1768, ma conserva ancora tracce di affreschi gotici sotto l'intonaco. 
Tristemente noto è il furto che la chiesa ha subìto negli anni sessanta del Novecento, quando vennero asportate le statue del trittico ligneo cinquecentesco, posto sull'altare maggiore.
Un altro elemento architettonico degno di nota è il pozzo, posto nel prato vicino alla chiesa. Il pozzo in passato rappresentava l'unica risorsa idrica del villaggio, finché non passò in beneficio della famiglia Stefanini di Tione.

### Leggende
Molte leggende sono sorte, riguardo alla diffusione della peste ad Irone. Si narra che gli abitanti presero diverse misure di sicurezza per evitare il contagio: cintarono il villaggio con le alte lastre di porfido, misero guardie armate a controllare chi entrava, impedendo l’ingresso ai forestieri. Secondo la leggenda, due donne del paese, attraversando la Val d’Ampola, trovarono un paio di calze di lana nuove che raccolsero e portarono con loro fino a che, prese dal dubbio che fossero state abbandonate da un appestato, le gettarono via. Le donne si ammalarono e contagiarono tutti gli altri abitanti del paese.
La più nota leggenda sulla storia di Irone racconta che furono colpiti dalla peste tutti gli abitanti del paese, tranne un ultimo superstite. Questi rimase per giorni su un’altura, detta Dos dei Copi, continuando a chiedere notizie dei propri parenti e quando venne a sapere che anch'essi erano ormai deceduti, gettò il proprio testamento al notaio, rimasto a valle per evitare il contagio. Attraverso questo testamento, lasciò in eredità tutti i propri averi ai vicini di Favrio, Ragoli e Vigo, con l'onere di distribuire annualmente dei generi alimentari, secondo le consuetudini locali. Vi sono due versioni, riguardo all’epilogo della vicenda: secondo una prima versione, il morbo della peste scemò improvvisamente e il superstite si salvò, mentre una seconda versione vuole che l'uomo si tolse la vita, gettandosi dal Dos dei Copi.
Un'altra leggenda, tramandata ad Irone, riguarda la cosiddetta "cappella degli appestati", luogo dove la comunità si sarebbe riunita in preghiera, durante il dilagare della peste, mentre nell'attigua stanza venivano accatasti cadaveri in attesa della sepoltura. 

### Premi e riconoscimenti
Il 20 dicembre 2012 è stato consegnato a Roma l'attestato e il logo di Meraviglia Italiana al vicesindaco del Comune di Ragoli Sergio Bolza e all'assessore alla cultura Rosella Pretti. «Per il suo paesaggio, per la sua struttura urbanistica pressoché intatta, per la sua particolare storia legata alla peste seicentesca, per la splendida natura che lo circonda, emana indubbiamente un particolare fascino», recita la motivazione del riconoscimento. Le candidature sono state circa 4500 e la giuria ha accettato la candidatura di Irone tra le prime 500. 

### Per arrivarci
Dalla S.P. n. 34, dopo aver superato Ragoli e il ponte di Lisan, sulla destra una strada recentemente asfaltata raggiunge Irone. 
Sulla strada che collega Ragoli a Stenico, superata la frazione di Coltura, si incontra un incrocio, sulla sinistra, da cui si dirama una strada immersa nel verde che in pochi minuti conduce ad Irone.